# Nobody Beats the Drum
Nobody Beats the Drum is een Nederlandse dance-formatie. De driekoppige band uit Utrecht, die electro, hiphop en breakbeat combineert, is opgericht in 2003 en won in datzelfde jaar de Grote Prijs van Nederland voor danceacts. Het trio heeft vooral goede kritieken ontvangen voor hun liveoptredens, waar ze voorgeprogrammeerde ritmes combineerden met turntablism. Later verschoof hun geluid meer richting electro en techno. De formatie speelde in Nederland op alle grote festivals, als Lowlands, Eurosonic, Noorderslag, Mysteryland, Amsterdam Dance Event, 5 Days Off (2009 en 2010), Solar,  de-Affaire en De Beschaving, en toerde door Rusland, Engeland, Frankrijk, België, Turkije, Marokko, Litouwen, Canada en de Verenigde Staten. Hun eerste cd, "Beats Work" uit 2008, kreeg gemengde kritieken. In 2011 verscheen hun album Remixes We Did, met een selectie van remixes die ze maakten voor anderen, onder wie Zuco 103, Shameboy en Aux Raus. Op Amsterdam Dance Event 2011 werd het album Currents gepresenteerd.

## Liveshows
In 2011 presenteerde Nobody Beats the Drum op het Amsterdam Dance Event samen met album Currents ook een negen schermen tellende stellage om visuals op te programmeren. De stellage kreeg de naam The Amazing 333" Telenovem Automaton. Met deze liveshow toerde de band in het daaropvolgende jaar door Nederland en de Verenigde Staten, met shows op South by Southwest, Ultra Music Festival, Sasquatch Music Festival en Electric Forest Festival.

## Discografie
| Album             | Verschijningsdatum | Opmerkingen   | Label(s)            |
| ----------------- | ------------------ | ------------- | ------------------- |
| Beat Works        | 02-04-2008         | Verzamelalbum | 100% Halal          |
| Focus             | 01-01-2010         | Ep            | Satan's Circus (UK) |
| Dirty Monkey      | 11-10-2010         | Ep            | Bmkltsch Rcrds      |
| Remixes We Did    | 16-01-2011         | Verzamelalbum | Eigen beheer        |
| Currents          | 21-10-2011         | Verzamelalbum | Basserk             |
| Blood on My Hands | 31-10-2011         | Ep            | Basserk             |
| Natural Thing     | 30-07-2012         | Ep            | Basserk             |